# تینا پیکا
تینا پیکا (ایتالیایی: Tina Pica؛ ‏ ۳۱ مارس ۱۸۸۴ – ۱۶ ژوئیهٔ ۱۹۶۸) یک هنرپیشه اهل ایتالیا بود.
از فیلم‌هایی که وی در آن نقش داشته‌است، می‌توان به دیروز، امروز، فردا، نان، عشق و ...، طلای ناپل، چرخ و فلک ناپل، قهرمان زمان ما، لازارلا، کلاه سه‌گوش، ناپل همیشه ناپل است و سرنوشت اشاره کرد. 
پیکا در سال ۱۹۵۵ برنده جایزه انجمن ملی فیلم ایتالیا بهترین بازیگر نقش مکمل زن شده‌است.